# WAPA-TV
WAPA-TV est une station de télévision indépendante portoricaine située à San Juan et lancée le 1er mai 1954.

## Télévision numérique terrestre
| Channel | Image | Format | Programme                     |
| ------- | ----- | ------ | ----------------------------- |
| 4.1     | 1080i | 16:9   | Programmation principale WAPA |
| 4.2     | 1080i | 16:9   | WAPA Deportes                 |